# کوس د یونگ
کوس د جونگ (انگلیسی: Koos de Jong; ۷ آوریل ۱۹۱۲ – ۲۰ اوت ۱۹۹۳) قایقران قایق بادبانی اهل پادشاهی هلند بود.